# Saucundas anden afgrøde - et risprojekt i Guinea Bissau
|  | Denne artikel er oprettet af botten PalnaBot ud fra en ekstern database. Den kan derfor have sproglige fejl eller mangler. Denne skabelon kan fjernes efter kontrol af indholdet. |

Saucundas anden afgrøde - et risprojekt i Guinea Bissau er en film instrueret af Kristian Paludan.

## Handling
Filmen viser den økonomiske og historiske baggrund for den permanente fødevarekrise/rismangel i Guinea Bissau og peger på en løsningsmodel i form af et andelslandbrug, der på længere sigt kan gøre landet selvforsynende med ris. Dette risprojekt, der har fået international støtte bl.a. gennem Folkekirkens Nødhjælp, er en del af den genopbygning, landet er inde i, efter mere end 500 års portugisisk kolonialisme.